# Oxya adentata
Oxya adentata är en insektsart som beskrevs av Willemse, C. 1925. Oxya adentata ingår i släktet Oxya och familjen gräshoppor. Inga underarter finns listade i Catalogue of Life.